# Acrolyta aporiae
Acrolyta aporiae är en stekelart som först beskrevs av Okamoto 1921.  Acrolyta aporiae ingår i släktet Acrolyta och familjen brokparasitsteklar. Inga underarter finns listade i Catalogue of Life.